# Franz Nabl
Franz Nabl (* 16. Juli 1883 in Lautschin, Nordböhmen; † 19. Jänner 1974 in Graz) war ein österreichischer Schriftsteller, der trotz ursprünglich völkisch-nationaler Gesinnung zu einem Wegbereiter der jungen österreichischen Nachkriegsavantgarde wurde.

## Leben
Franz Nabl wurde am 16. Juli 1883 in böhmischen Lautschin (Loučeň) als Sohn von Franz Nabl, Forst- und Domänenrat der Herrschaft Thurn und Taxis, geboren. Nach der Pensionierung des Vaters 1886 übersiedelte die Familie nach Wien. Von 1891 bis 1895 erlebte Nabl seine Kindheit in Baden (Niederösterreich), nach vorherigem Privatunterricht besuchte er ab 1893 das Gymnasium in Baden (heute BG und BRG Baden Biondekgasse) und von 1895 bis 1900 das Elisabeth-Gymnasium (heute Rainergymnasium) in Wien. Von 1900 bis 1902 wieder nach Baden zurückgekehrt, absolvierte er dort 1902 die Matura. 1902 bis 1907 studierte er vier Semester Jus und dann Philosophie in Wien. 1907 heiratete er Hermenegild Lampa und brach sein Studium ab. Er zog zwischenzeitlich nach Enzesfeld an der Triesting, war von 1911 bis 1913 wieder in Wien, von 1913 bis 1924 in Baden. 1924 bis 1927 arbeitete er als Feuilleton-Redakteur beim Grazer Tagblatt in Graz. 1927 kehrte er für einige Jahre nach Baden zurück, lebte aber dann von 1934 an endgültig in Graz. Nach dem Tod seiner ersten Frau im Juli 1937 heiratete er im März 1940 Ilse Meltzer. Als Nestor der (traditionellen) steirischen Literatur starb Franz Nabl mit 90 Jahren. Seine Grabstätte ist am Neuen Evangelischen Friedhof in Graz-Wetzelsdorf.
Sein Bruder Arnold Nabl (1878–1932), über Jahrzehnte führender Chemiker (zuletzt Zentraldirektor) der Hirtenberger Patronenfabrik, gilt als Erfinder der Leuchtspurmunition.

### Politische Ausrichtung
In den 20er Jahren orientierte sich Nabl verstärkt am antiurbanen, völkisch-nationalistischen Lager und verkehrte in den entsprechenden Grazer (Literaten-)Kreisen ("Südmarkrunde"). 1933 vollzog er mit vielen anderen österreichischen Autoren des nationalen Lagers den demonstrativen Austritt aus dem österreichischen P.E.N. und war ab 1936 Mitglied beim Bund deutscher Schriftsteller Österreichs, der als NS-Vorfeldorganisation und als Informationsträger für das Deutsche Reich 1933 bis 1945 fungierte. Nach dem Anschluss Österreichs nutzte Nabl die Wertschätzung, die er bei den neuen Machthabern und Bibliothekaren (Erwin Ackerknecht) und Literaturwissenschaftlern (Ernst Alker) genoss, zu Lesereisen und Dichtertreffen ins Altreich und zeigte sich Ehrungen und Preisen gegenüber aufgeschlossen. Huldigungsgedichte an den Führer oder ein öffentliches publizistisches Eintreten für das NS-Regime sind – im Gegensatz zu anderen Autoren wie etwa Hans Kloepfer – nicht nachweisbar. Einen Posten in der steirischen Gaustelle der Reichsschrifttumskammer lehnte Nabl mit dem Argument, er wolle nicht der NSDAP beitreten, ab – sein literarisches Schaffen wurde aber trotzdem weiterhin massiv vom NS-Regime gefördert. Trotz seiner eigenen Selbsteinschätzung als unpolitisch muss der Autor aber doch als einigermaßen opportunistischer Nutznießer des NS-Systems eingeschätzt werden, der sich vor 1945 „widerstandslos vereinnahmen“ ließ und in der Nachkriegszeit keine klaren Worte zur (eigenen) NS-Verstrickung fand.

### Werk und Wirkung
In seinem 1911 veröffentlichten Roman Der Ödhof verarbeitete Nabl viel autobiographisches Material – von der problematischen Beziehung zu seinem distanziert-autoritären Vater bis zur Heimat- und Erlebniswelt des "Gstettenhofs" bei Türnitz in Niederösterreich, der als realhistorisches Vorbild des Ödhofs von 1888 bis 1901 im Besitz der Familie Nabl war. Die großbürgerliche Herkunft mit ihren Tüchtigkeitsappellen und starren Verhaltensnormen, die traumatischen Kindheitserfahrungen von Abhängigkeit und fehlender Lebensberechtigung, die zwischen Faszination und Abscheu schwankende Beziehung zum Weiblichen – all diese Faktoren verbinden sich zu einem in der Tradition realistischen Erzählens stehenden Familien- und Gesellschaftstableau, das sich auf die individuelle Entwicklung (und das Scheitern) von Einzelfiguren konzentriert. Der vermittelte Wertekatalog reicht von offensichtlichen Vorurteilen und Ideologisierungen (Frauen, Sozialdemokraten, der „Pöbel“) über die Toleranz gegenüber Randgruppen und Außenseitern (Juden, Alkoholiker, Fremde) bis zu bürgerlich-liberalen Haltungen in Bezug auf Religion und Ehe. Charakteristisch für Nabls „lebenslänglichen Zwiespalt“ (Peter Handke) ist der vermittelte Gegensatz von Freiheitssehnsucht und Selbstdisziplinierung, von Weite und Enge, Ausbruch und Eingesperrtsein.
1917 erschien erstmals der Roman Das Grab des Lebendigen (später unter dem Titel  Die Ortliebschen Frauen). Geschildert wird das Zusammenleben der kleinbürgerlichen Familie Ortlieb, die sich nach dem Tod des Haushaltsvorstands immer mehr nach außen abschließt und sich in ihren alltäglichen Tätigkeiten ausschließlich einer peniblen, sparsamen Haushaltsführung verschreibt. Mögliche Veränderungen erzeugen Angst: vor allem die Tochter Josefine erstickt jeden Kontaktversuch der Geschwister Anna und Walter im Keim, sperrt den geliebten Bruder schlussendlich gar in den Keller und begeht bei dessen Befreiung Selbstmord.
Der 1979 von Luc Bondy verfilmte Roman stieß auch später bei prominenten Gegenwartsautoren auf Interesse. Nach Elias Canetti hat sich vor allem Martin Walser für Franz Nabl und sein Werk eingesetzt. 1994 meinte Walser bei der Entgegennahme des Franz-Nabl-Preises:

„Literarhistorikern möchte man gerne die Bitte aufdrängen, einmal zu untersuchen, woran es liegt, dass dieses Buch nicht jedes Mal genannt wird, wenn die großen Bücher in deutscher Sprache genannt werden.“

Stilistisch steht seine Prosa in der Tradition des 19. Jahrhunderts. In einer Zeit, die von großen wirtschaftlichen Nöten geprägt war, schrieb Franz Nabl den „Trieschübel“, die Geschichte eines in tragische Ereignisse verstrickten Bezirkshauptmanns. Dieses Werk wurde zum erfolgreichsten Theaterstück der 1920er Jahre und wurde auf über 80 Bühnen rund um den deutschsprachigen Raum aufgeführt.
Die Absage an die Idylle in der traditionellen Heimatliteratur machte den Autor bereits kurz vor seinem Tod 1974 auch für die jungen, aufstrebenden Autoren des Forum Stadtpark interessant: Peter Handke, Alfred Kolleritsch oder Gerhard Roth schätzten die strenge Erzählform Nabls, die sich vor allem die – oft scheiternde – Selbstbestimmung des Heranwachsenden zum Anliegen macht. Der anscheinend Integrationskraft signalisierende Name Nabl schien der steirischen Kulturpolitik bestens geeignet, Preise und Institutionen nach diesem Autor zu benennen: den 1975 erstmals vergebenen Franz-Nabl-Preis der Stadt Graz oder das 1990 eröffnete Franz-Nabl-Institut für Literaturforschung, das den Schwerpunkt seiner Tätigkeit allerdings von vornherein nicht auf den Namensspender legte, sondern auf die steirische (Gegenwarts-)Literatur im Allgemeinen. Besonders im Gefolge der Preisverleihungen des Nabl-Preises entspannen sich Diskussionen über die Person Nabls und die politische Problematik der Benennung – so regte der Preisträger von 2003, Norbert Gstrein, in seiner Dankesrede die Umbenennung in "Miroslav-Krleža-und-Ivo-Andric-Preis" an.

## Ehrungen
- 1921 Bauernfeld-Preis
- 1938 Wolfgang-Amadeus-Mozart-Preis der Goethe-Stiftung
- 1943 Ehrendoktor der Universität Graz
- 1952 Literaturpreis der Stadt Wien
- 1955 Peter-Rosegger-Preis
- 1956 Großer Österreichischer Staatspreis für Literatur
- 1969 Österreichisches Ehrenzeichen für Wissenschaft und Kunst
- 1982 Benennung des Franz-Nabl-Weges in Graz

## Werke
- Noch einmal, Drama, 1905
- Weihe, Drama, 1905
- Hans Jäckels erstes Liebesjahr, Roman, 1908
- Narrentanz, Novellen, 1911
- Ödhof, Roman, Styria, Graz 1911; 8. Auflage, Styria, Graz 1999, ISBN 3-222-12721-2
- Das Grab des Lebendigen, Roman, 1917; später NA: Die Ortliebschen Frauen: Studie aus dem kleinbürgerlichen Leben, Nachwort von Ingrid Cella, Ullstein,  Frankfurt am Main / Berlin / Wien 1981, ISBN 3-548-30128-2 (unter diesem Titel Verfilmung 1979 von Luc Bondy).
- Tag der Erkenntnis, Novellen, herausgegeben von Alfred Holzinger, Stiastny, Graz / Wien 1919, DNB 453526519.
- Die Galgenfrist, Roman, 1921
- Steirische Lebenswanderung, Erinnerungen, 1938
- Kleine Freilichtbühne, Carl Schünemann Verlag 1943.
- Johannes Krantz, Erzählung, Styria, Graz 1948, 1958, 1981, ISBN 3-222-11375-0
- Der Fund, Novelle, 1937. Carl Schünemann Verlag
- Der erloschene Stern. Eine Kindheit und Jugend um die Jahrhundertwende, Erinnerungen, O. Müller, Salzburg 1962, DNB 453526500.
- Die zweite Heimat, Erinnerungen, Leykam, Salzburg 1963, DNB 453526438.
- Meine Wohnstätten, Lebenserinnerungen, Leykam, Graz 1975 ISBN 3-7011-7053-3.
- Charakter. Der Schwur des Martin Krist. Dokument. Frühe Erzählungen, herausgegeben von Peter Handke, Residenz, Salzburg 1975 ISBN 3-7017-0136-9.
- Vaterhaus, Roman, Styria, Graz 1974, 1976, ISBN 3-222-10824-2
- Meistererzählungen, Styria, Graz / Wien / Köln 1978, ISBN 3-222-11133-2.
- Die Augen, Erzählung, Fische Taschenbuch, Frankfurt am Main 1990, ISBN 3-596-29329-4 (erschienen bereits in: Die Augen und andere Novellen Schulbuchverlag, Wien 1923DNB 580800261 (= Deutsche Hausbücherei, Band 78)).